# Токсикоз
Токсико́з (грец. τοξικός — отруйний) — хворобливий стан, обумовлений дією на організм екзогенних токсинів (наприклад, мікроорганізмів) або шкідливих речовин ендогенного походження (наприклад, при токсикозі вагітних, тиреотоксикозі).
Розрізняють два періоди протягом токсикозу:
- Перший період — період генералізованої реакції. Він має різні варіанти перебігу: токсикоз з енцефалічним синдромом, токсичну енцефалопатію нейротоксикоз, кишковий токсикоз, токсикоз із зневодненням (токсикоз з інтенстинальним синдромом), токсикоз Кішша (гіпермотильний токсикоз), блискавичну форму токсикозу, синдром Вотергауза — Фредеріксена (токсикоз з гострою  недостатністю наднирників).
- Другий період — період локалізації патологічного процесу може бути охарактеризований наступними варіантами — синдромом Рея (токсикозом з печінковою недостатністю), синдромом Гассера, гемолітико-уремічний синдром (токсикозом з гострою нирковою недостатністю) і токсикосептичним станом.

У дітей факторами ризику виникнення токсикозу є родові травми або наявність вроджених та спадкових захворювань ЦНС, порушення обміну речовин, що передують вакцинації, перенесені інфекції і т. д.